# Emily Beecham
Emily Beecham, född 12 maj 1984 i Wythenshawe, Manchester, är en brittisk skådespelare. Hon har utbildning vid London Academy of Music and Dramatic Art och har medverkat i filmer och TV-produktioner från 2006. Vid filmfestivalen i Cannes tilldelades hon priset för bästa kvinnliga skådespelare i filmen Little Joe från 2019.

## Filmografi, urval
- 2007 – 28 veckor senare
- 2016 – Hail, Caesar!
- 2017 – Daphne
- 2019 – Little Joe
- 2021 – Cruella
- 2021 – Outside the Wire
- 2023 – My Mother's Wedding
- 2024 – Stockholm Bloodbath
- 2024 – Wilhelm Tell